# Strabičovo
Strabičovo (ukrajinsky Страбичово, maďarsky Mezőterebes) je obec v horondské vesnické komunitě, v mukačevském okrese Zakarpatské oblasti Ukrajiny. V roce 2025 zde žilo 3647 obyvatel.

## Historie
První písemná zmínka o obci pochází z roku 1466, kdy ves byla uvedena pod názvem Selišče. Ves byla dvakrát zničena, a to Tatary a Turky; pokaždé pak byla znovu postavena na jiném místě. Do uzavření Trianonské smlouvy byla obec součástí Uherska, poté byla součástí Československa. Za první československé republiky zde byl poštovní úřad s názvem Strabičovo. V roce 1921 zde stálo 333 domů a žilo 1852 obyvatel, z toho 24 Čechů a Slováků, 1588 Rusínů, 44 Maďarů a 169 Židů.
Od roku 1945 byla obec součástí Ukrajinské sovětské socialistické republiky, která byla součástí Sovětského svazu; nakonec od roku 1991 je součástí samostatné Ukrajiny.  

## Osobnosti
- Ivan Pop (1938–2023), historik, bohemista, rusínista, kulturolog a politolog, který svými díly přispíval k posilování národní svébytnosti rusínského národa